# Я опять видела тот же сон
«Я опять видела тот же сон» (яп. また、同じ夢を見ていた Мата, онадзи юмэ о митэита) — японский роман, написанный Ёру Сумино и иллюстрированный Лоундроу.
Манга-адаптация, проиллюстрированная Идзуми Кирихарой, публиковалась в журнале Monthly Action с сентября 2017 по август 2018 года.

## Синоспис
Сюжет повествует о младшекласснице Нанокэ Коянаги, которой в школе поручили узнать, что для неё значит счастье. Она знакомится с тремя незнакомцами — одинокой женщиной, Скэнк-сан, несчастной девочкой-подростком, которая причиняет себе вред, Минами, и пожилой женщиной, Бабулей. Нанокэ общается с ними, чтобы определить, что для неё значит счастье.

## Медиа

### Роман
Роман написал Ёру Сумино и проиллюстрировал Лоундроу. Futabasha выпустило произведение 19 февраля 2016 года.
Издательство Seven Seas Entertainment объявило, что лицензировало серию для публикации на английском языке, 23 октября 2019 года. Оно выпустило книгу в цифровом формате 12 марта 2020 года и в печатном — 7 июля 2020 года.
Издательство «Истари комикс» выпустило роман на русском языке 23 декабря 2022 года.

### Манга
Манга-адаптация, проиллюстрированная Идзуми Кирихарой, публиковалась в ежемесячном журнале Monthly Action с 23 сентября 2017 по 25 августа 2018 года. Позже она была опубликована в трёх танкобонах.
Издательство Seven Seas Entertainment опубликовало все три тома на английском языке одной книгой.

#### Список томов
| № | Дата выпуска в Японии | Оригинальный ISBN |
| - | --------------------- | ----------------- |
| 1 | 12 марта 2018 года    | 978-4-57-585118-2 |
| 2 | 12 июля 2018 года     | 978-4-57-585184-7 |
| 3 | 12 сентября 2018 года | 978-4-57-585216-5 |

## Критика
Демельеза из Anime UK News высоко оценила роман, назвав его «увлекательным от начала до конца».
Ребекка Сильверман из Anime News Network похвалила мангу-адаптацию как за сюжет, так и за персонажей, назвав её временами немного предсказуемой. Даника Дэвидсон из Otaku USA порекомендовала мангу, заявив, что она «тщательно проработана и хорошо изложена».
Манга-адаптация была номинирована на премию Айснера за лучшее американское издание журнала International Material-Asia в 2021 году.